# Area di conservazione transfrontaliera Okavango-Zambesi
L'Area di conservazione transfrontaliera Okavango-Zambesi (in inglese Kavango–Zambezi Transfrontier Conservation Area, nota anche con l'acronimo KAZA) è un'area naturale protetta transnazionale istituita formalmente nel 2011, che sorge a cavallo dei confini di cinque paesi africani, comprendendo l'angolo sud-orientale dell'Angola, il Dito di Caprivi della Namibia, la parte settentrionale del Botswana, lo Zambia sud-occidentale e lo Zimbabwe occidentale.

## Storia
L'istituzione dell'area è stata promossa dalla Fondazione Parchi della Pace e dal World Wide Fund for Nature, con il coinvolgimento dei Ministeri dell'Ambiente e del Turismo di Angola, Botswana, Namibia, Zambia e Zimbabwe. 
Un primo memorandum di intesa tra i soggetti coinvolti è stato siglato nel 2006 ed ha portato alla firma, nel 2011, dell'atto di istituzione formale dell'area da parte dei presidenti dei cinque stati.

## Territorio

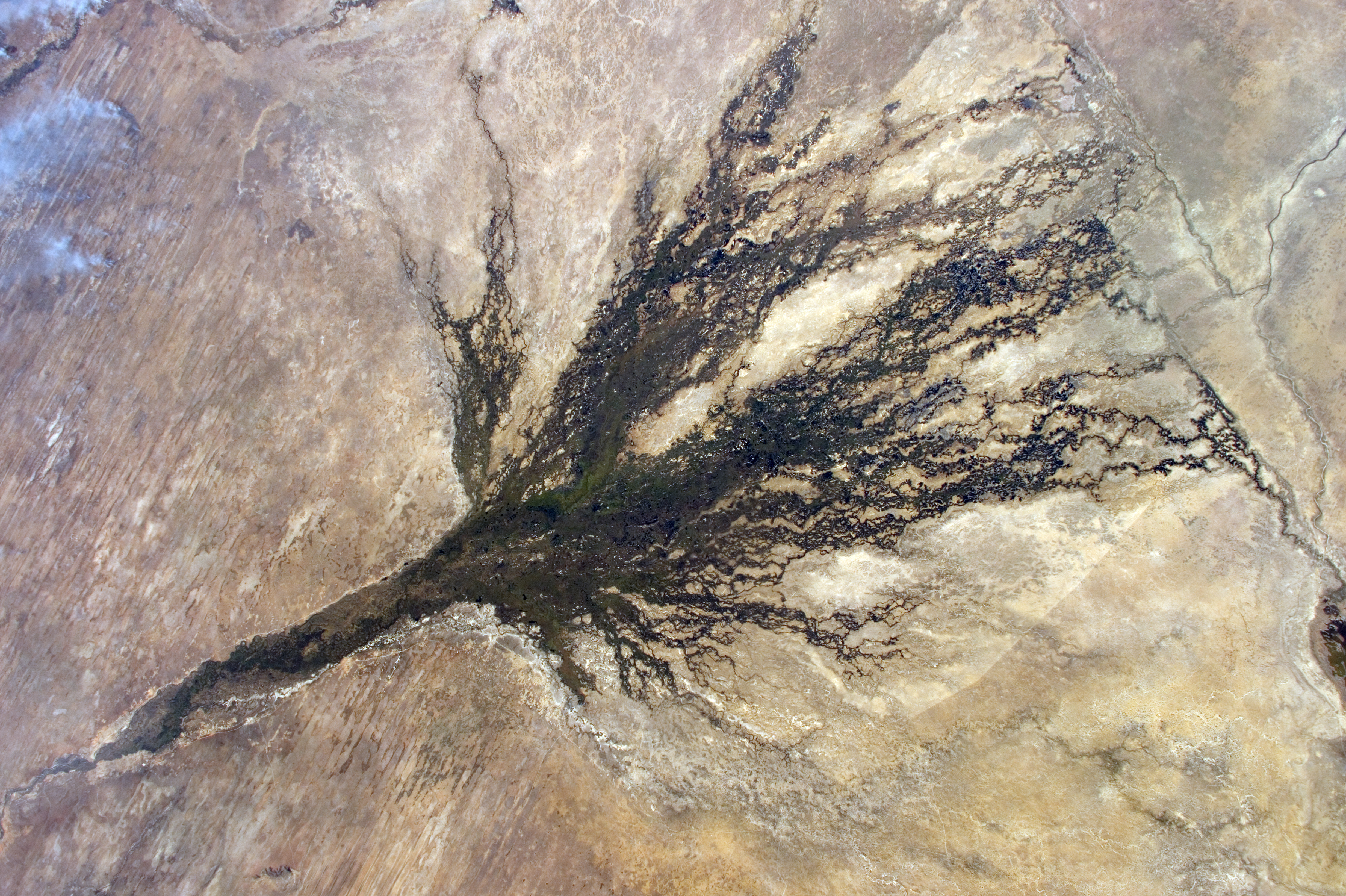
Ripresa satellitare del Delta dell'Okavango.

L'area comprende la gran parte del bacino dello Zambesi superiore e il bacino dell'Okavango. Include diversi parchi nazionali e siti di notevole importanza dal punto di vista naturalistico e conservazionistico come il Delta dell'Okavango, il complesso del Makgadikgadi Pan e le Cascate Vittoria. Il centro dell'area si trova alla confluenza tra i fiumi Chobe e Zambesi, che è il punto dove i confini dei cinque stati si incrociano.
L'area include le seguenti aree naturali protette:
in Angola:
- Parco nazionale Luengue-Luiana
- Parco nazionale Mavinga

in Namibia:
- Parco nazionale Mudumu
- Parco nazionale Bwabwata
- Parco nazionale Nkasa Rupara
- Parco nazionale Khaudum
- Parco nazionale Mangetti

in Botswana:
- Parco nazionale del Chobe
- Parco nazionale Makgadikgadi Pans
- Parco nazionale Nxai Pan
- Riserva faunistica Moremi

in Zambia:
- Parco nazionale di Liuwa Plain
- Parco nazionale del Kafue
- Parco nazionale Mosi-oa-Tunya
- Parco nazionale Sioma Ngwezi

in Zimbabwe:
- Parco nazionale Hwange
- Parco nazionale Kazuma Pan
- Parco nazionale dello Zambesi
- Parco nazionale delle Cascate Vittoria
- Parco nazionale di Chizarira
- Parco nazionale Matusadona

Nel 2015 i rappresentanti dei cinque paesi hanno approvato un piano di sviluppo integrato dell'area di conservazione che individua sei aree di interconnettività tra le aree protette già esistenti. 
La superficie complessiva dell'area di conservazione transfrontaliera sarà di 519.912 km².

## Fauna

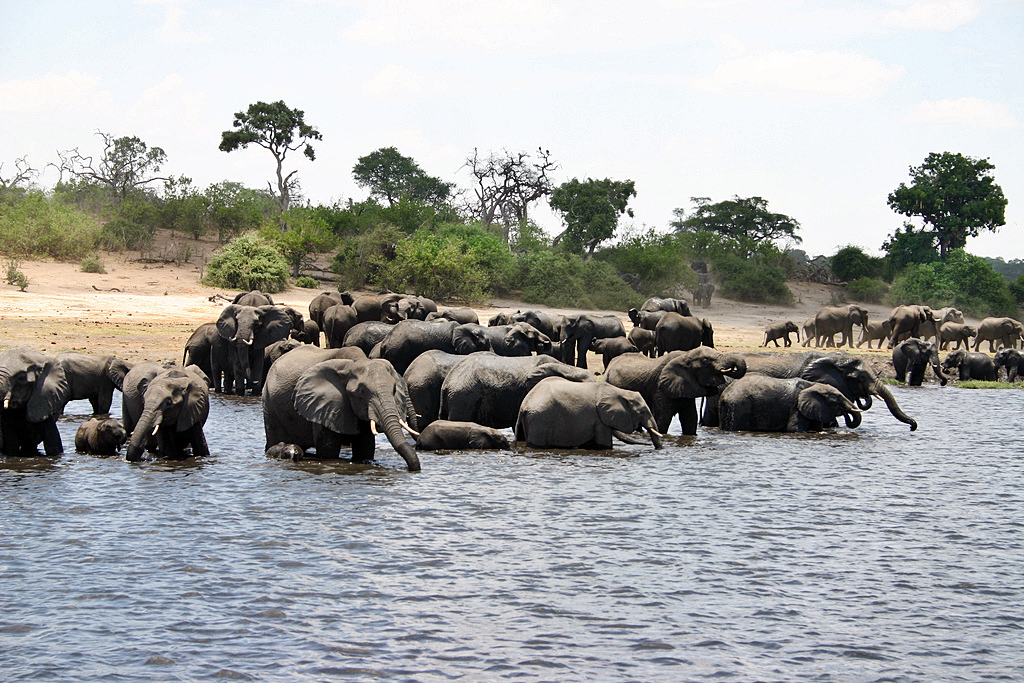
Branco di elefanti nel Parco nazionale del Chobe, Botswana.

La riserva è destinata a tutelare la più grande popolazione di elefanti di tutta l'Africa: secondo una stima del WWF si tratta di circa 250.000 esemplari, oltre il 40% di tutti gli elefanti africani. Sul suo vasto territorio sono state inoltre censite 197 specie di mammiferi tra cui, presenti con popolazioni numerose, il leone (Panthera leo), il bufalo nero (Syncerus caffer), l'ippopotamo (Hippopotamus amphibius), il licaone (Lycaon pictus), la iena maculata (Crocuta crocuta), la zebra (Equus quagga), lo gnu (Connochaetes taurinus), il lichi (Kobus leche), l'antilope roana (Hippotragus equinus), l'antilope nera (Hippotragus niger), l'antilope alcina (Taurotragus oryx), il cobo (Kobus ellipsiprymnus), il puku (Kobus vardonii), il tragelafo striato (Tragelaphus scriptus) e il sitatunga (Tragelaphus spekii). Il rinoceronte bianco (Ceratotherium simum) è presente con pochi esemplari.

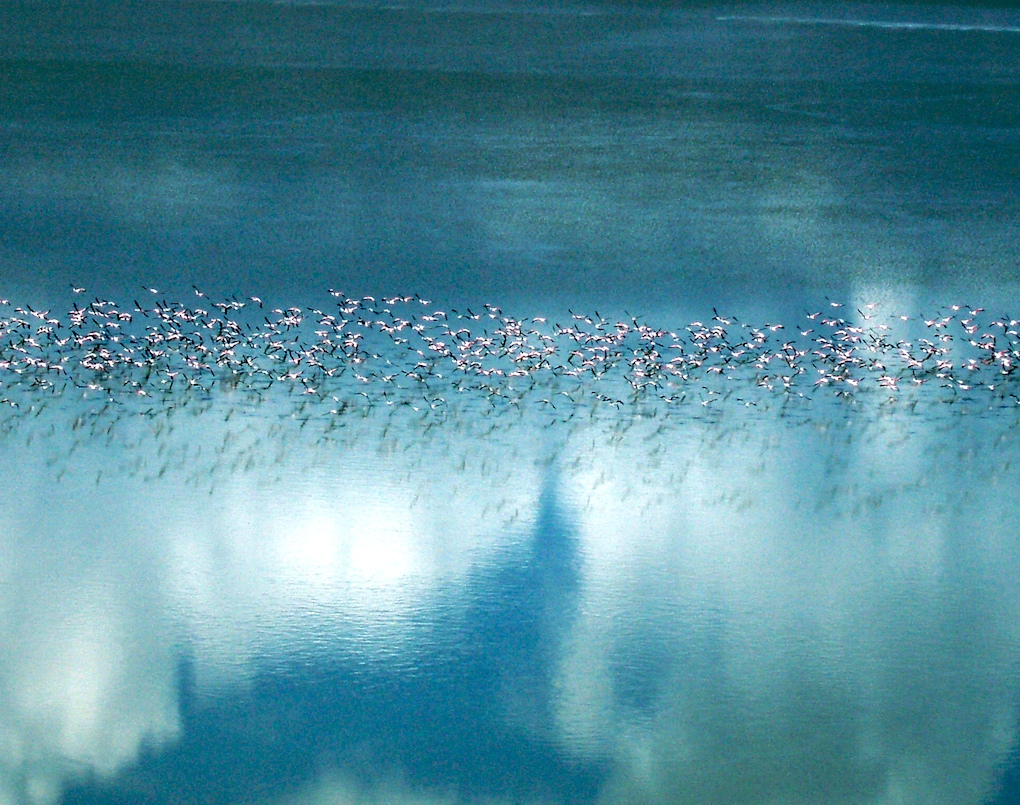
Stormo di fenicotteri in volo sul Makgadikgadi Pan.

Nel territorio dell'area di conservazione sono state censite oltre 600 specie di uccelli. Sono state individuate dodici Important Bird Area, cioè aree considerate habitat importanti per la conservazione di popolazioni di uccelli. Alcune di esse sono molto estese, come per esempio le paludi del Delta dell'Okavango, il Kafue, il Hwange e il complesso del Makgadikgadi Pan. Quest'ultimo è considerato uno dei più importanti siti di nidificazione nell'Africa australe del fenicottero maggiore (Phoenicopterus roseus) e del fenicottero minore (Phoeniconaias minor), che con la stagione delle piogge arrivano in stormi di migliaia di esemplari.
La fauna vertebrata è inoltre rappresentata da 128 specie di rettili, 50 specie di anfibi e da una ricca varietà di pesci d'acqua dolce.